# Tommy Bechmann
Tommy Bechmann (* 22. Dezember 1981 in Aarhus) ist ein ehemaliger dänischer Fußballspieler.

## Karriere

### Verein

#### FC Aarhus und Esbjerg fB
Tommy Bechmann begann seine Karriere 2000 beim FC Aarhus, dem heutigen Aarhus Fremad. 2002 wechselte er zum damaligen Erstligisten Esbjerg fB. Dort wurde er Stammspieler und weckte das Interesse ausländischer Vereine.

#### VfL Bochum
Bechmann wechselte zur Spielzeit 2004/05 zum VfL Bochum, der seinerzeit in der Bundesliga spielte. Damals spielten mit Søren Colding und Peter Madsen zwei weitere Dänen in Bochum. Sein Debüt für den VfL gab er am 7. August 2004 am ersten Spieltag im Spiel gegen Hertha BSC, als er eingewechselt wurde. Sein erstes Bundesligator erzielte er mit dem 1:0 am 19. September 2004 gegen den SC Freiburg. Am Saisonende hatte er 27 Bundesligaspiele absolviert und stieg mit dem VfL in die zweite Liga ab. Gegen Standard Lüttich war er auch zu einem Einsatz im UEFA-Cup gekommen.
In den kommenden Jahren pendelte Bechmann zwischen Startelf und Ersatzbank. Dazu trugen auch Verletzungen bei. Nach der Zweitliga-Saison 2005/06 wurde er am Knie operiert und kam anschließend in der Bundesliga elfmal zum Einsatz. Der Beginn der Spielzeit 2007/08 lief zunächst erfolgreich, als er an den ersten vier Spieltagen vier Tore erzielte. In der Rückrunde verletzte er sich aber erneut.

#### SC Freiburg
Nach Ende seiner Vertragslaufzeit am Saisonende wechselte er zum damaligen Zweitligisten SC Freiburg, mit dem er 2009 in die Bundesliga aufstieg, wozu er sieben Treffer beisteuerte. Sein einziges Bundesligator für den SCF erzielte Bechmann am 9. August 2009 am ersten Spieltag im Spiel gegen den Hamburger SV mit dem Treffer zum 1:1-Endstand. Verletzungsbedingt fehlte er in der Folgezeit oft, am Saisonende standen 21 Spiele zu Buche. In der Saison 2010/11 kam er nach dem Erstrundenspiel im DFB-Pokal wegen einiger Verletzungen zu keinem Einsatz mehr. Sein Vertrag lief bis 30. Juni 2011.

#### SønderjyskE
Zur Saison 2011/12 unterschrieb Bechmann einen Vertrag beim dänischen Erstligisten SønderjyskE. Sein Debüt für die Südjüten gab er am 17. Juli 2011 am ersten Spieltag der Superliga im Spiel gegen den FC Kopenhagen (0:2) in der Anfangself. In dieser Saison kam er im Punktspielbetrieb auf 25 Einsätze und erzielte fünf Treffer. In der Saison 2012/13 wurde er in der Liga 32-mal eingesetzt und erzielte dabei acht Treffer. In der Spielzeit 2013/14 spielte er 22-mal und erzielte sechs Tore, in der Saison 2014/15 markierte er fünf Treffer in 25 Ligaspielen. In der Saison 2015/16 qualifizierte sich Bechmann mit SønderjyskE als Tabellenzweiter für die Teilnahme an der zweiten Qualifikationsrunde zur UEFA Europa League 2016/17; er kam in den Spielen der zweiten und dritten Qualifikationsrunde zum Einsatz. In den Play-offs, in denen seine Mannschaft gegen Sparta Prag ausschied, spielte er nicht.
Am 9. Dezember 2016, dem 21. Spieltag, absolvierte Bechmann sein letztes Spiel. Gegen den FC Nordsjælland stand er in der Anfangsformation und wurde nach einer halben Stunde für Mikael Uhre ausgewechselt. Im Januar 2017 beendete er seine Karriere.

### Nationalmannschaft
Am 23. Mai 2001 machte Bechmann sein einziges Spiel für die dänische U-19-Nationalelf. Er wurde bei einer 1:2-Niederlage in Istanbul gegen die Türkei für Mads Junker eingewechselt. Am 20. Januar 2002 debütierte er für die U-20-Auswahl, als er bei der 1:2-Niederlage in Johannesburg gegen Simbabwe in der 70. Minute für Thomas Augustinussen eingewechselt wurde. Für diese Landesauswahl kam er in sieben Spielen zum Einsatz.
Am 20. August 2002 spielte er erstmals für die dänische U-21-Nationalelf beim 1:1 im Spiel gegen Schottland. In diesem Spiel erzielte er den Führungstreffer für die Dänen. Er kam für die U-21 in 15 Spielen zum Einsatz, erzielte elf Tore und nahm auch an der Qualifikation zur U-21-Europameisterschaft teil, aus der man in der Relegation gegen Italien ausschied. Das Rückspiel am 19. November 2003 in Rieti war auch Bechmanns letztes Spiel für die U-21.
Am 18. Januar 2004 debütierte Bechmann für die „Liga-Nationalmannschaft“ beim 1:1 in Carson gegen die USA. Drei Tage später erzielte er sein erstes Tor für diese Auswahl mit dem Ehrentreffer bei einer 1:3-Niederlage, ebenfalls in Carson gegen die USA. Sein letztes Spiel für die Liga-Nationalmannschaft, für die ausschließlich Spieler aus der Superliga spielen und deren Partien vom dänischen Verband nicht als offizielle Spiele gewertet werden, machte Bechmann am 23. Januar 2004 gegen CD Águila in Los Angeles (1:3).
Im Mai 2006 wurde Bechmann von Trainer Morten Olsen für zwei Spiele der dänischen A-Nationalmannschaft gegen Paraguay und Frankreich nominiertl, sagte aber wegen Verletzungen ab.

## Titel / Erfolge
- Torschützenkönig 2004 in der dänischen Superliga mit 19 Toren
- Meister der 2. Fußball-Bundesliga 2008/09 mit dem SC Freiburg

## Sonstiges
Bechmann ist verheiratet und Vater dreier Kinder. Nach seinem Karriereende im Januar 2017 plante er, als Kommentator und Experte für Fernsehübertragungen tätig zu werden. Im Oktober 2017 knackte Tommy Bechmann den Jackpot im dänischen Lotto und gewann fünf Millionen DKK (rund 672.000 €).